# Ankarské státní muzeum malby a sochařství

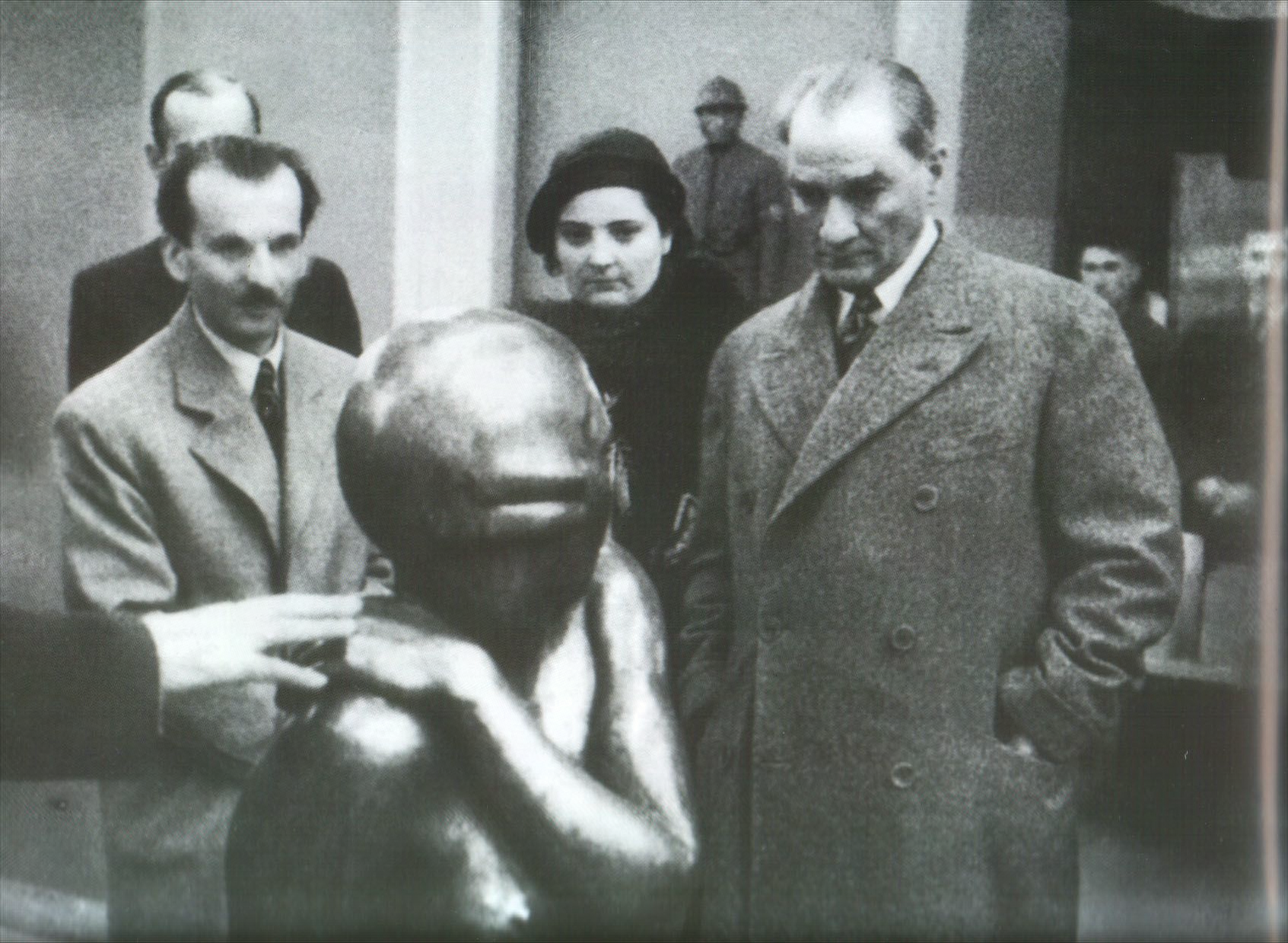
Atatürk během slavnostního otevření budovy

Ankarské státní muzeum malby a sochařství (turecky Ankara Devlet Resim ve Heykel Müzesi) je muzeum v ankarské čtvrti Ulus v blízkosti Etnografického muzea Ankara. Budovu navrhl architekt Arif Hikmet Koyunoğlu na příkaz Mustafy Kemala Ataturka a byla postavena v roce 1927. Budova do roku 1950 sloužila jako Halkevi (Lidový dům) a v roce 1980 byla přeměněna na muzeum. To bylo roku 1985 restaurováno nadací Hacı Ömer Sabancı.
Muzeum vystavuje obrazy, sochy a sochy, keramiku, tisky a turecké dekorativní umění od období před založením republiky do současnosti. V první části jsou vystavena díla osmanských umělců, jako jsou Şeker Ahmet Paşa, Zekai Paşa, Halil Şerif Paşa a Hoca Ali Paşa, zatímco ve druhé sekci díla umělců z doby republiky, kde jsou zastoupeni například İbrahim Çallı, Hikmet Onat a Namık İsmail.
V roce 2010 zloději nechali v muzeu fotokopie namísto 13 uhlokreseb a bylo také zjištěno, že se ztratilo pět anonymních uměleckých děl. V roce 2014 deník Frankfurter Allgemeine Zeitung uvedl, že v letech 2005 až 2009 pracovníci muzea ukradli 302 uměleckých děl v celkové hodnotě 250 milionů dolarů, nahradili je falzifikáty a prodali. Zločin nebyl dlouho zaznamenán. V muzeu také byl 19. prosince 2016 islamistickým teroristou zastřelen ruský velvyslanec Andrej Karlov.

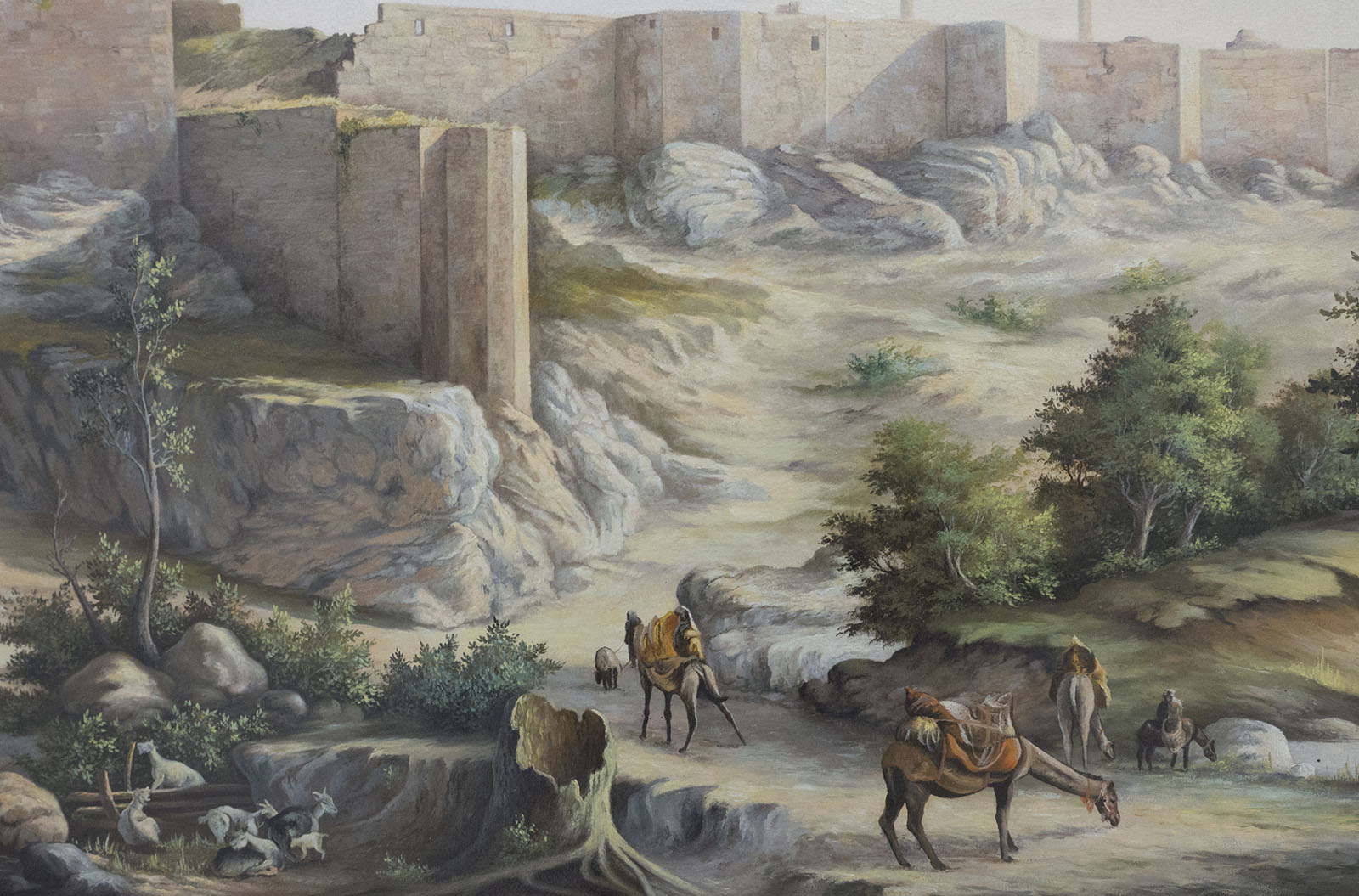
Hrad Urfa
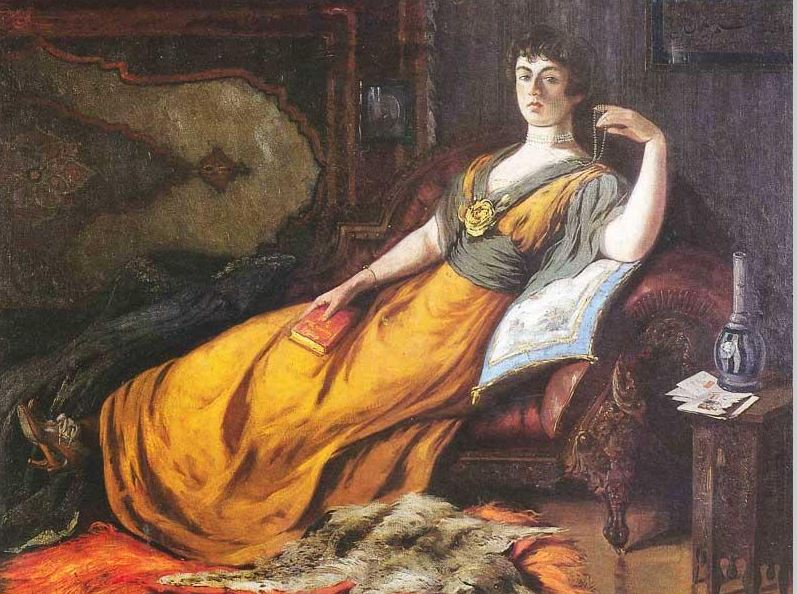
Abdülmecid Efendi, Goethe v harému
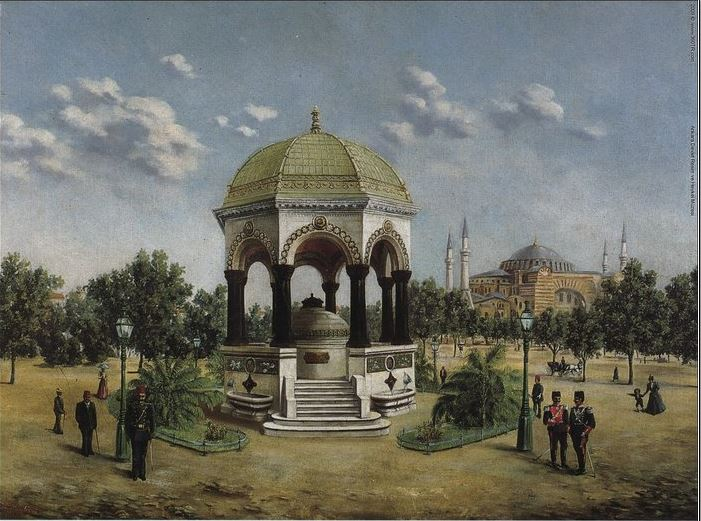
Ahmet Kulları, Německá fontána
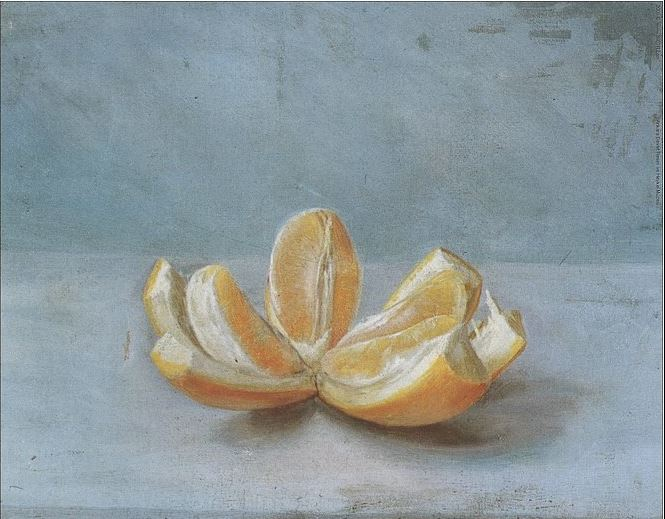
Süleyman Seyyid, Zátiší s pomerančem
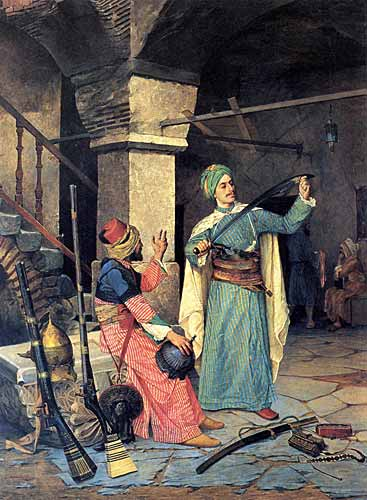
Osman Hamdi Bey, Obchodník se zbraněmi
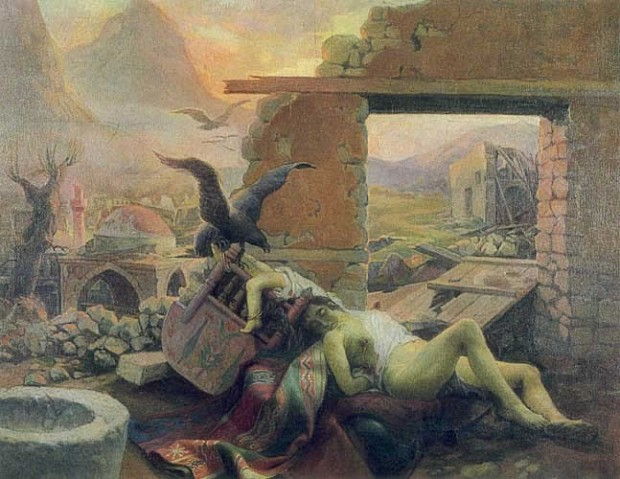
Avni Lifij, Temný den